# ماندیر
ماندیر یک منطقهٔ مسکونی در سومالی است که در Middle Shabelle واقع شده‌است.